# 管理雍和宮事務大臣
管理雍和宮事務大臣，為清朝掌管雍和宮事務之職官，定額1人，由皇帝於宗室王公或理藩院堂官內特簡兼充。

## 建置
雍正末，雍和宮改建為佛教寺院，乾隆四年（1739年）二月，乾隆帝令和親王弘晝管理，即管理雍和宮事務大臣。九年（1744年），乾隆帝令第三世章嘉呼圖克圖主持將雍和宮改建為喇嘛寺院，並以管理理藩院事務的莊親王允祿兼管宮事，往後例由理藩院堂官1人兼管。
出缺時，由理藩院將管理院務大臣、尚書、左右侍郎開列銜名清單具奏，皇帝簡派。亦得由非理藩院堂官之王公簡充，如晚清之惇親王奕誴、貝子奕謨、莊親王載勛、禮親王世鐸等。